# Gaasterlân-Sleat
Gaasterlân-Sleat (Gaasterland-Sloten en neerlandès) és un antic municipi de la província de Frísia, al nord dels Països Baixos. L'1 de gener de 2009 tenia 10.284 habitants repartits per una superfície de 209,29 km² (dels quals 114,06 km² corresponen a aigua). Limita al nord amb Nijefurd, Wymbritseradiel i Skarsterlân. A partir de l'1 de gener de 2014, Gaasterlân-Sleat es fusiona amb Lemsterland i Skarsterlân i conformen el municipi nou De Friese Meren.

## Administració
El consistori actual, després de les eleccions municipals de 2007, és dirigit pel conservador Willem Hoornstra. El consistori consta de 15 membres, compost per:
- Crida Demòcrata Cristiana, (CDA) 5 escons
- Partit Nacional Frisó, (FNP) 3 escons
- Partit del Treball, (PvdA) 3 escons
- Partit Popular per la Llibertat i la Democràcia, (VVD) 2 escons
- ChristenUnie, 1 escons
- Gemeinden Belangen, 1 escó

## Galeria d'imatges

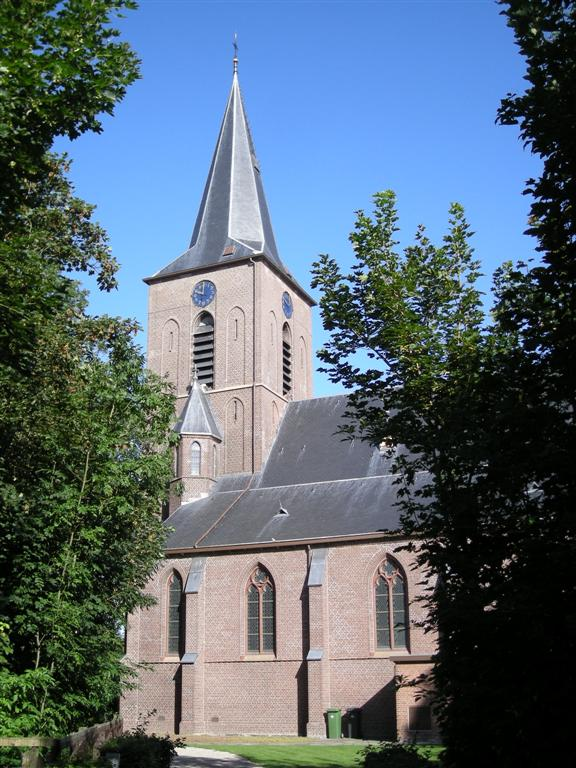
Església de Sint Odulphus
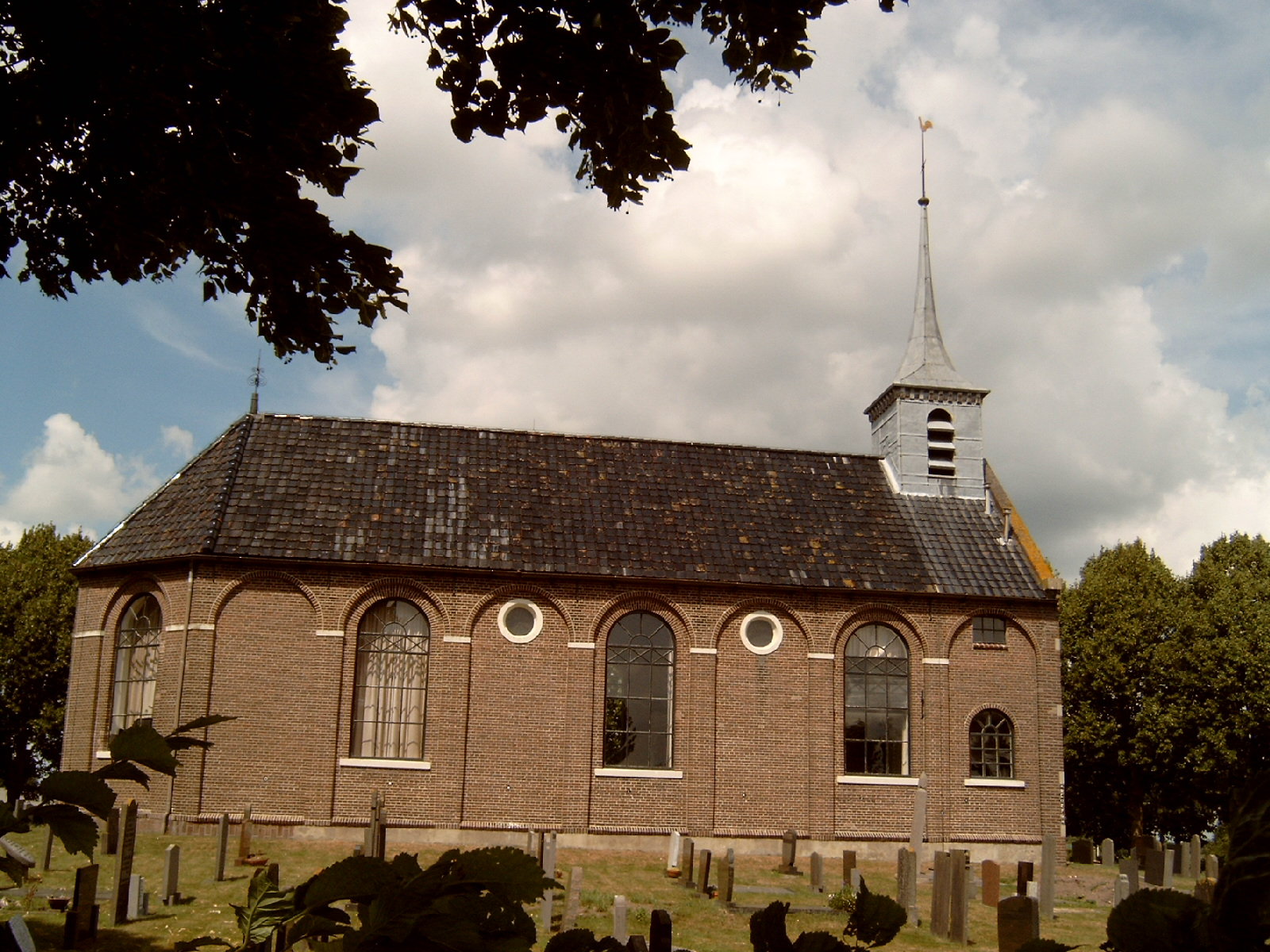
Església de Sondel
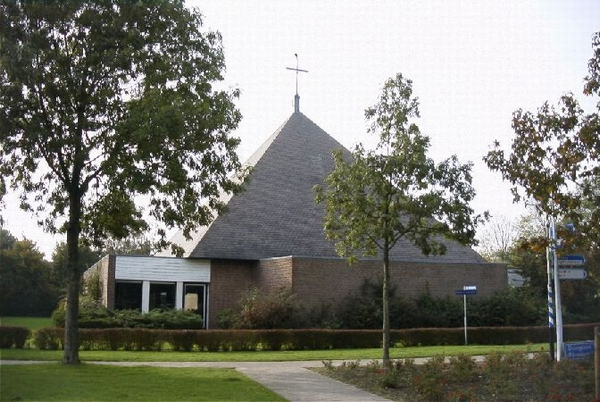
De Paadwizer